# Фрицова
Фрицова (пол. Frycowa) — село в Польщі, на Лемківщині, у гміні Навойова Новосондецького повіту Малопольського воєводства.
Населення — 1260 осіб (2011).

## Розташування
Лежить на берегах річки Камениця Навойовська (права притока Дунайця) в Низьких Бескидах при державній дорозі № 75.

## Історія
В 1600 році Фрицова та Рибень (зараз входить до Фрицової) відповідно до угоди в переліку 25 гірських сіл перейшла від князів Острозьких до князів Любомирських.
На 1936 р. в селі Рибень було 36 греко-католиків парафії Матієва Мушинського деканату; метричні книги велися з 1756 року.
У 1939 році в селі Рибень проживало 180 мешканців (35 польськомовних українців і 145 поляків).
До середини XX ст. в регіоні переважало лемківсько-українське населення. Після Другої світової війни Лемківщина, попри сподівання лемків на входження в УРСР, була віддана Польщі, а корінне українське населення примусово-добровільно вивозилося в СРСР. Згодом, у період між 1945 і 1947 роками, в цьому районі тривала боротьба між підрозділами УПА та радянським військами. Ті, хто вижив, 1947 року під час Операції Вісла були ув'язнені в концтаборі Явожно або депортовані на понімецькі землі Польщі, натомість заселено поляків.
У 1975-1998 роках село належало до Новосондецького воєводства.

## Демографія
Демографічна структура станом на 31 березня 2011 року:
|          | Загалом | Допрацездатний вік | Працездатний вік | Постпрацездатний вік |
| -------- | ------- | ------------------ | ---------------- | -------------------- |
| Чоловіки | 610     | 163                | 410              | 37                   |
| Жінки    | 650     | 186                | 364              | 100                  |
| Разом    | 1260    | 349                | 774              | 137                  |